# 부산광역시청 소관 공직유관단체 목록
부산광역시청 소관 공직유관단체 목록은 부산광역시청의 공직유관단체에 대해 기술한다.

## 목록

### 체육회
- 부산광역시체육회
- 부산광역시장애인체육회

### 스포츠단
- 부산지방공단스포원

### 의료원
- 부산광역시의료원

### 공사·출자 기업
- 부산관광공사
- 부산교통공사
- 부산도시공사
- 벡스코

### 재단법인
- 부산테크노파크
- 부산영어방송재단
- 부산문화회관
- 부산경제진흥원
- 부산과학기술기획평가원
- 부산문화재단
- 금정문화재단
- 부산신용보증재단
- 부산디자인센터
- 부산발전연구원
- 부산복지개발원
- 부산여성가족개발원
- 부산정보산업진흥원
- 영화의전당
- 부산광역시국제교류재단
- 도시재생지원센터

### 사단법인
- 부산광역시교통문화연수원

### 시설관리공단
- 부산시설공단
- 부산환경공단
- 기장군도시관리공단